# Waligóry
Waligóry (ukr. Валігури) – wieś na Ukrainie w rejonie krzemienieckim należącym do obwodu tarnopolskiego.